# Мауи
Ма́уи (гав. Maui) — второй по величине остров Гавайского архипелага и 17 по величине остров США. Площадь острова составляет около 1883,5 км².

## География

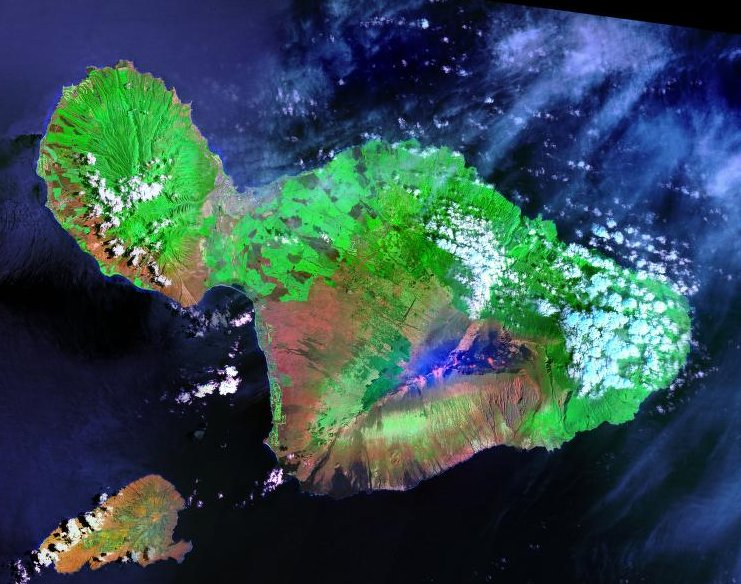
Остров Мауи, снимок из космоса.

В административном отношении Мауи является частью штата Гавайи и самым крупным островом в округе Мауи. Тремя другими островами, относящимися к этому округу, являются Ланаи, Кахоолаве и Молокаи. По данным на 2010 год население острова Мауи составляло 144 444 жителя, что делает его третьим по численности населения островом архипелага (после Оаху и Гавайи). Крупнейшим населённым пунктом острова, а также его финансовым центром, является статистически обособленная местность Кахулуи, население которой составляет 26 337 человек. Другие крупные населённые пункты: Кихеи, Лахайна, Макавао, Паиа, Кула, Хаику и Хана.
Рельеф острова является результатом сочетания геологических, топографических и климатических факторов. Как и другие острова архипелага, Мауи построен из тёмной вулканической породы. Вулканы располагались достаточно близко друг к другу, так что потоки лавы перекрывая друг друга, образовали единый остров. Мауи образован двумя щитовыми вулканами, потоки лавы которых создали между ними перешеек. Западный вулкан — более древний, с сильно разрушенным в результате эрозии конусом, на его склонах находится священное озеро. Восточный вулкан, Халеакала — более молодой; его конус поднимается более чем на 3000 м над уровнем моря и более чем на 8000 м со дна океана. Последнее извержение вулкана Халеакала произошло в 1790 году.
На острове расположен национальный парк Халеакала.

## История
Первыми людьми, прибывшими на остров, были полинезийцы с Таити и Маркизских островов, из которых и сформировалось коренное население Гавайских островов. В 1790 году король острова Гавайи Камеамеа I вторгся на остров Мауи, однако был вынужден вернуться домой для борьбы с соперником. Тем не менее, король захватил Мауи несколькими годами позже.
Первым европейцем, увидевшим остров Мауи, был капитан Джеймс Кук, проплывавший мимо 26 ноября 1778 года. Кук так и не ступил на землю Мауи, не найдя удобного места, чтобы можно было высадиться на остров. Первым из европейцев, посетившим остров, был адмирал Жан-Франсуа де Лаперуз, высадившийся в месте, известном сегодня как Залив Лаперуза, 29 мая 1786 года. Вслед за Лаперузом Мауи стало посещать множество европейцев: торговцы, китобои, лесорубы и миссионеры. Начиная с 1823 года стали прибывать поселенцы из Новой Англии, которые стали селиться в селении Лахайна, которое в то время было столицей королевства Гавайи. Поселенцы довольно сильно повлияли на культуру коренного населения. Миссионеры стали учить гавайцев читать и писать, создав для этого гавайский алфавит, который состоял всего из 17 букв. Кроме того они приступили к записи истории островов, которая до этого передавалась только в устной форме. В 1831 году миссионеры открыли в Лахайне первую школу, которая существует и сегодня.

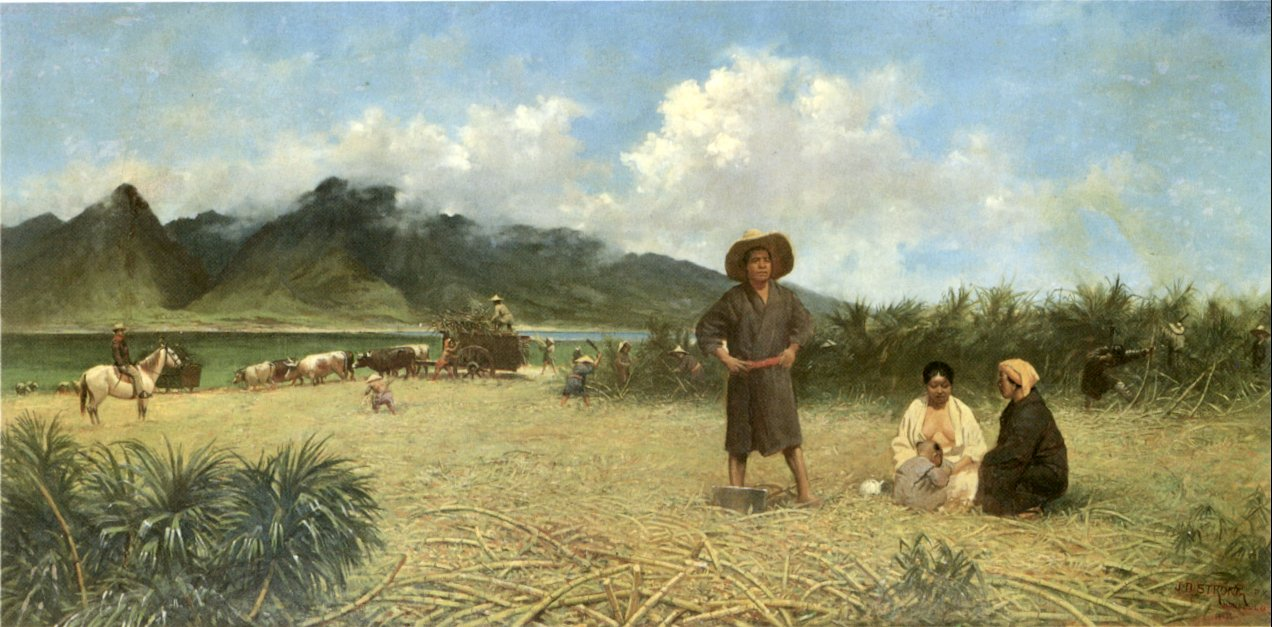
Японские рабочие на плантации сахарного тростника, 1885 год

Во время распространения китобойного промысла (1843—1860 годы) Лахайна была важным портом для стоянки китобойных судов (широко известна моряцкая песня «Rolling Down to Old Maui»). Потомки короля Камеамеа I правили островами до 1872 года, после чего их место заняли правители из другого древнего рода, которые правили вплоть до 1893 года, когда монархия прекратила своё существование. Последней королевой Гавайев была Лилиуокалани. Годом позже была образована Республика Гавайи. В 1898 году Гавайские острова были аннексированы США и получили статус территории. В 1959 году Гавайи официально стали 50-м штатом США.
В 1937 году на острове Мауи проходили массовые забастовки рабочих против владельцев плантаций сахарного тростника. Основным требованием протестующих было повышение заработной платы. Во время Второй мировой войны остров был важным перевалочным пунктом, тренировочной базой и центром для отдыха солдат. На рубеже 1943 и 1944 годов на Мауи размещалось до 100 000 солдат. 4-я дивизия корпуса морской пехоты базировалась в то время в городке Хаику.

## Экономика
Экономика острова Мауи основывается на сельском хозяйстве и туризме. Основными сельскохозяйственными культурами являются: кофе, орехи макадамия, папайя, сахарный тростник, ананасы и цветы. Основными туристическими достопримечательностями острова являются шоссе Хана, национальный парк Халеакала и город Лахаина. В 2004 году округ Мауи посетили 2 207 826 туристов; в 2007 году их число составило уже 2 639 929 человек. Большая часть туристов приезжают из материковой части США и из Канады.
На Мауи ещё с 1980-х годов ведутся работы по исследованию эффективности использования на Гавайских островах ветроэнергии, в частности с применением турбин с установленной мощностью 340 кВт.
Остров Мауи является важным центром передовых астрономических исследований. Обсерватория Халеакала расположена на вершине одноимённого вулкана. Большая высота (более 3000 м), сухой климат и отсутствие светового загрязнения создают хорошие условия для почти круглогодичного наблюдения за различными космическими объектами.
В декабре 2006 года уровень безработицы на Мауи составлял 1,7 %; к марту 2009 года он вырос до 9 %.

## Транспорт
На острове Мауи имеется 3 аэропорта:
- Хана (на востоке острова)
- Кахулуи[англ.] (в центральной части острова)
- Капалуа[англ.] (на западе острова)

## Галерея

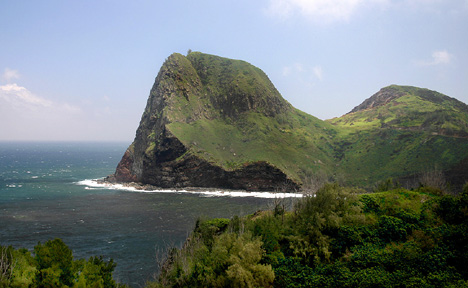
Кахакулоа-Хед
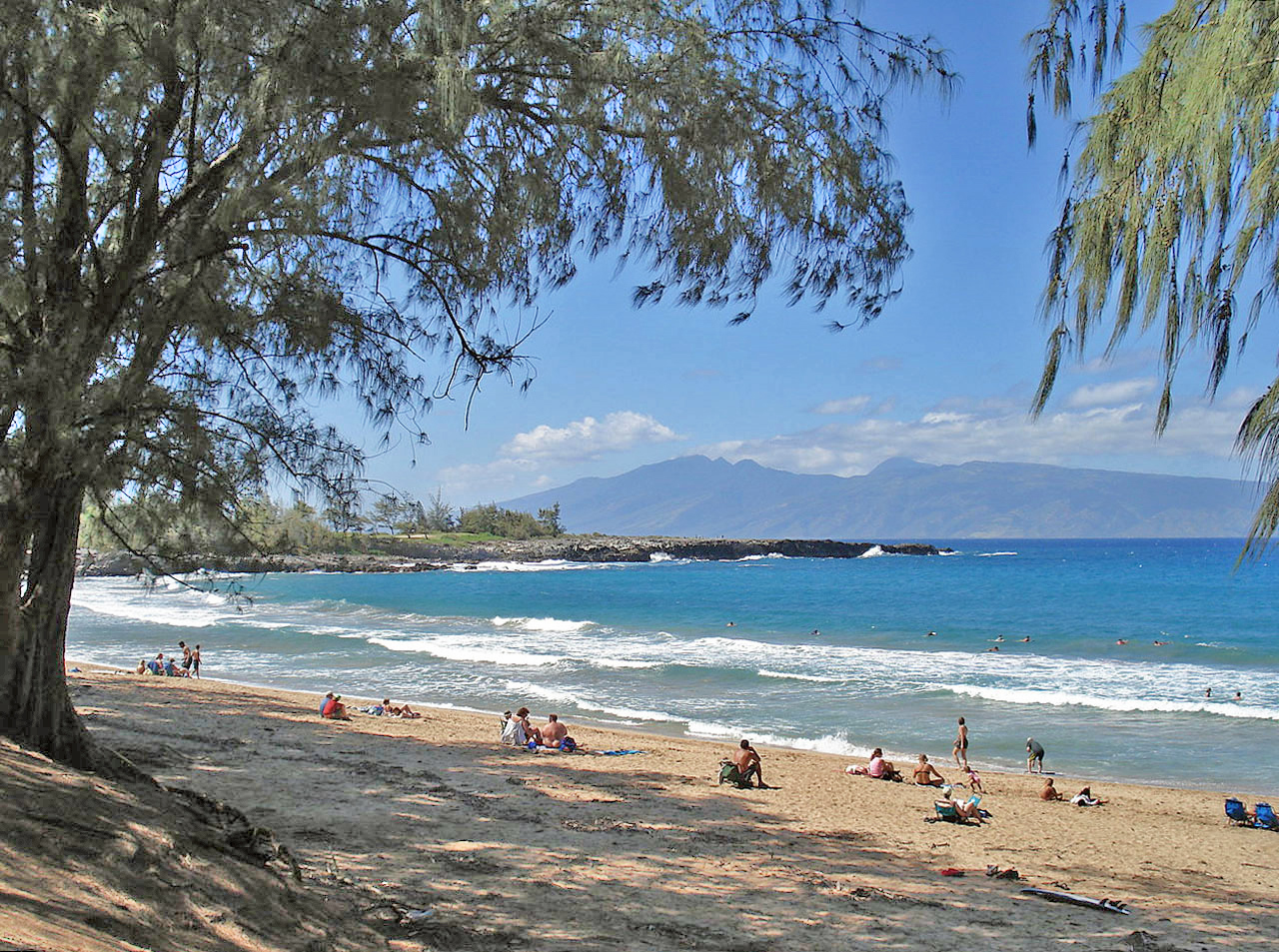
Пляж Флеминга
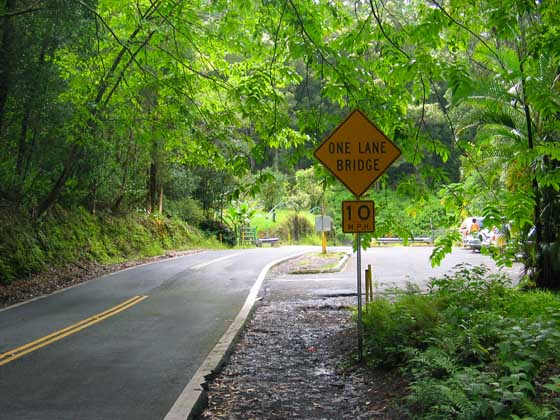
Дорога в Хану